# Mohammed Gargo
Mohammed Gargo, född den 19 juni 1975 i Accra, är en ghanansk fotbollsspelare som tog OS-brons i herrfotbollsturneringen vid de olympiska sommarspelen 1992 i Barcelona. 